# ふるさと自慢うた自慢&ふるさと自慢コンサート
『ふるさと自慢うた自慢』（ -じまんうたじまん）・『ふるさと自慢コンサート』（ -じまんコンサート）は、NHKラジオ第1放送のリスナー参加型の音楽番組である。2019年3月27日終了。

## 概要
1996年4月13日放送開始。全国各地で公開収録を行い、その模様を放送する。収録は金曜日に行われ、1996年度から2017年度は2週に分けて、2018年度は20時台が「ふるさと自慢うた自慢」、21時台が「ふるさと自慢コンサート」を放送。最初の週（2018年度以降は20時台）が「ふるさと自慢うた自慢」、2週目（2018年度以降は21時台）が「ふるさと自慢コンサート」。テーマ音楽は両番組と共通ではあるが、音程が若干異なる。2019年3月27日をもって放送終了。
ふるさと自慢うた自慢
1週目（2018年度は20時台）は、ゲストの歌手をチームリーダーに、収録が行われる市区町村の地域の特徴を紹介しながら、紅白戦（紅組：女性、白組：男性）形式によるカラオケ対抗戦。チーム戦の他にベストパフォーマーには「ふるさと自慢大賞」が贈られる。
審査方法は3人の審査員が紅組・白組のどちらか良かった方を外箱の中にある籠にボールを入れる。開始初期は会場にいる観客にも紅組・白組のどちらか優勢かを色のうちわを使って色の多かった方が勝ちとする方法もあった。
3回戦勝負で行い、最後に入れたボールはカウントしながら観客席に向けて投げるが、そのボールには出演者のサインが本番収録開始前に書かれており、受け取った人はそのまま持ち帰ることができる。
審査員は3人おり、2人は商工会など地元の関係者、もう1人は開催地のNHK地方放送局の放送局長あるいは放送部長が務めることになっている。その他、アシスタントも地元の関係者2人で担うことになっている。
俗称として「ご当地版NHK紅白歌合戦」、「ご当地版NHKのど自慢」として位置づけられている。
ふるさと自慢コンサート
2週目（2018年度以降は21時台）は、ゲスト歌手の持ち歌をたっぷり披露して会場とのふれあいを高める。途中地元に関係したクイズも出される。
俗称として「ご当地版うたコン」として位置づけられている。

## 放送時間
- 奇数月最終水曜日 20:05 - 21:55（JST）
放送開始当初は日曜日 20時05分 - 20時55分に放送されていた。2011年度までは土曜日 21時05分 - 21時55分の放送だったが、『wktkラヂオ学園』の放送開始に伴い、2012年から2017年までは土曜日 16:05 - 16:55[5][6]に変更されたため、大相撲中継や高校野球中継による休止が発生してしまうことになった。2018年度以降はこの時間帯に変更された[7]。これ以外にも地域番組を放送する関係で当該回の片方または両方とも休止する場合がある。また、地震等の災害により観覧者等への生命の危険が及ぶ可能性が考えられる場合にも休止となる場合がある。

## 司会者
終了時点
- 塩澤大輔（2018年度から）

過去
- 水谷彰宏（1996年度 - 1998年度）
- 鈴木桂一郎（1999年度 - 2000年度）
- 石井裕（2001年度）
- 森下和哉（2002年度 - 2003年度）
- 比留木剛史（2004年度 - 2006年度）
- 中野純一（2007年度 - 2008年度）
- 近田雄一（2009年度）
- 中尾晃一郎（2010年度 - 2011年5月）
- 富田典保（2011年6月 - 2012年4月）
- 今城和久（2012年5月 - 2013年5月）
- 吉田浩（2013 - 2014年度）
- 三好正人（2015年度）
- 中澤輝（2016年度）
- 佐藤俊吉（2017年度）